# Наглис, Павел
Па́вел На́глис (латыш. Pāvels Naglis; 29 апреля 1987, Даугавпилс) — латвийский футболист, вратарь юрмальского клуба «Спартак».

## Биография
Павел Наглис является воспитанником даугавпилсского футбола. В 2007 году он дебютировал в Высшей лиге Латвии в рядах даугавпилсского клуба «Даугава».
В начале 2008 года Павел Наглис отправился на просмотр в лиепайский «Металлург», с которым вскоре подписал контракт. Но ни в 2008, ни в 2009 году он так и не вышел на поле в составе основной команды.
В начале 2010 года Павел Наглис до лета был отдан в аренду литовскому клубу «Шяуляй». После возвращения в «Металлург», клуб решил расторгнуть с ним контракт, и тем самым Павел Наглис стал свободным агентом.
1 марта 2011 года Павел Наглис присоединился к «Юрмале» — клубу-дебютантке Высшей лиги Латвии. По окончании сезона клуб неожиданно решил расторгнуть контракт с Наглисом, а также не выплатить ему 80 % от зарплаты. Но впоследствии Дисциплинарный комитет ЛФФ признал данное решение «Юрмалы» необоснованным и противоречащим ранее заключённому трудовому договору и призвал футбольный клуб «Юрмала» выплатить полагающуюся сумму Наглису.
В начале 2012 года Павел Наглис перешёл в ряды юрмальского «Спартака», также являющегося дебютантом Высшей лиги Латвии.